# Isalo nationalpark
Isalo nationalpark (franska: Parc national de l'Isalo) är en nationalpark i Ihoromberegionen på Madagaskar, i det sydvästra hörnet av provinsen Fianarantsoa. Den närmaste staden är Ranohira, och de närmaste större städerna är Toliara och Ihosy. Nationalparken är ett sandstenslandskap som har formats av vind- och vattenerosion till klipphällar, platåer, vidsträckta slätter och upp till 200 meter djupa kanjoner. Det finns permanenta floder och bäckar samt många säsongsbetonade vattendrag. Höjden varierar mellan 510 och 1 268 meter över havet.

## Historia och betydelse
Isalo nationalpark skapades 1962 och har administrerats av Madagaskars nationalparksmyndighet sedan 1997. Barafolket har traditionellt bebott detta område, ett nomadiskt folk som livnär sig på nötkreatur, sebu. Det finns begravningsplatser för folkgruppen bara och några äldre begravningsplatser för folkgruppen sakalava.
Isalo ligger främst inom ekoregionen torra lövskogar, en ekoregion där den naturliga vegetationen har reducerats med nästan 40 % av sin ursprungliga omfattning. Det innefattar också landskap som anses vara en del av de fuktiga skogarnas ekoregion, en ekoregion som är hem för många endemiska arter och som har fått kritisk eller utrotningshotad status, eftersom endast små områden av inhemsk livsmiljö finns kvar, och de flesta av dem är mycket fragmenterade.
Skogarna i Isalo domineras av det endemiska trädet Uapaca bojeri. Dessa skogars utbredning är begränsad, och de finns endast i Madagaskars centrala högland. Några av de största intakta områdena av skogar av Uapaca bojeri finns i Isalo. Det är många snävt endemiska växtarter som finns här, inklusive 13 arter som endast har hittats i Isalo och ytterligare 35 som är sällsynta, och som är kända enbart från 2–5 platser.

## Klimat
Isalo nationalpark ligger i den torra västra delen av Madagaskar, inom den västra torra lövskogens bioklimatzon. Området har ett varmt, torrt klimat med två årstider; en svalare-torrare säsong och en varmare-blötare säsong. Varje säsong varar mellan 5 och 7 månader.  Temperaturerna varierar mellan 15 och 32°C och den genomsnittliga årstemperaturen är 21,8 °C och den genomsnittliga nederbörden är 791 millimeter (vid Ranohira).
Nederbörden är lägst i juni, i genomsnitt 2 millimeter. December till februari är vanligtvis de regnigaste månaderna. Nederbörden i januari är i genomsnitt 199 millimeter, men den våta säsongen 2018/2019 föll kraftiga regn, med 526 millimeter regn enbart i januari.

## Geologi
Isalo nationalpark belägen i den södra delen av Morondavabbäckenet. Där är den sedimentära Isalogruppen, den huvudsakliga geologiska formationen i nationalparken. Isalogruppen består av grovkornig sandsten som har avsatts av sammanflätade strömmar.

## Turism
En lokal guide krävs för besökare som kommer in i parken, och guider och bärare kan hyras i Ranohira. Vandringar i parken kan pågå från flera timmar till en vecka eller längre. Parken innehåller flera naturliga simbassänger som är populära bland turister, och är utmärkta platser för att se Benson's Rock Thrush. Det största hotet mot denna park kommer från olagliga skogsbränder i parken. Skogsbränderna begränsar omfattningen av skogen och utökar de gräsmarker som används av boskap.

## Galleri

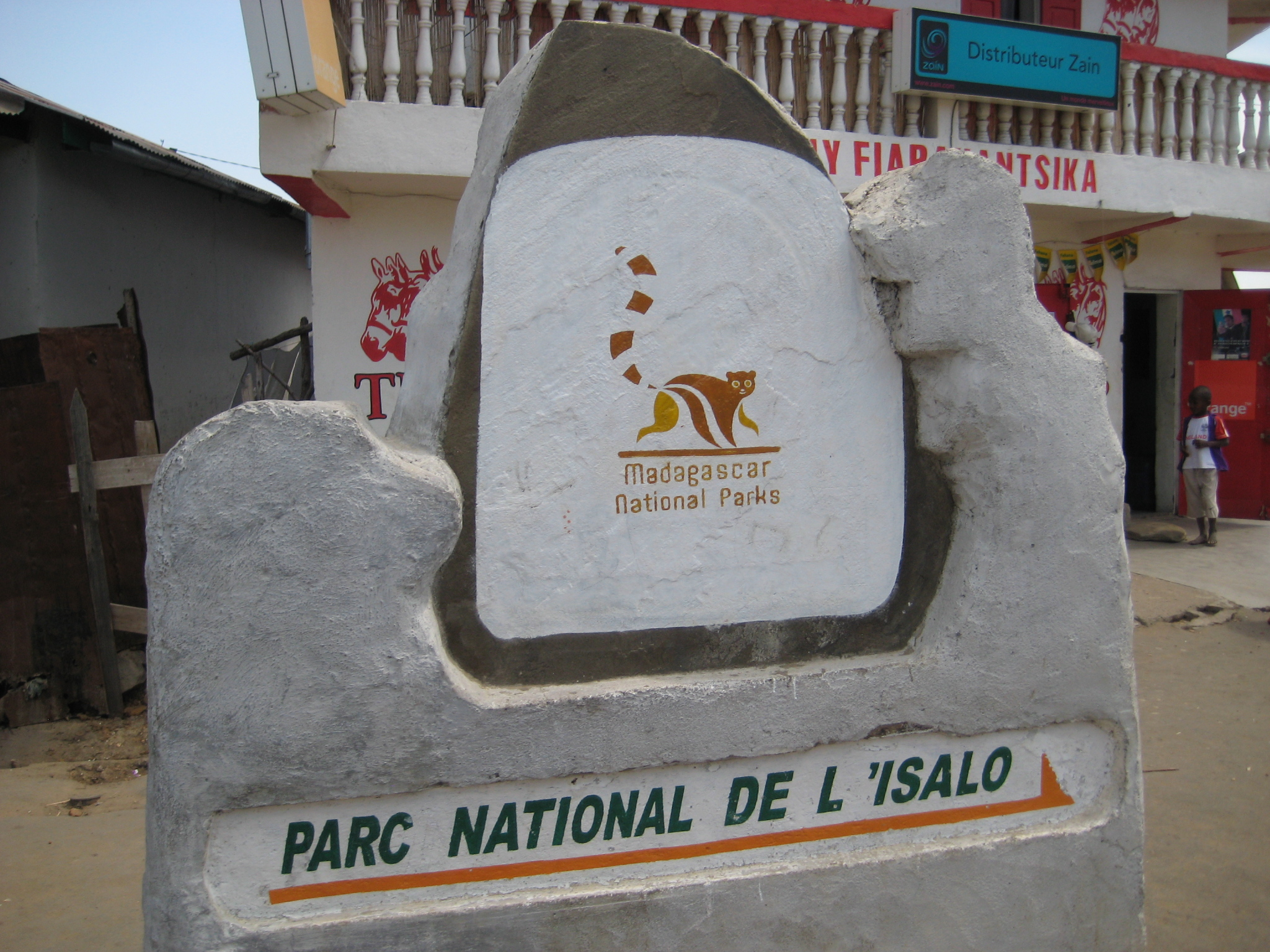
Skylt för Isalo nationalpark
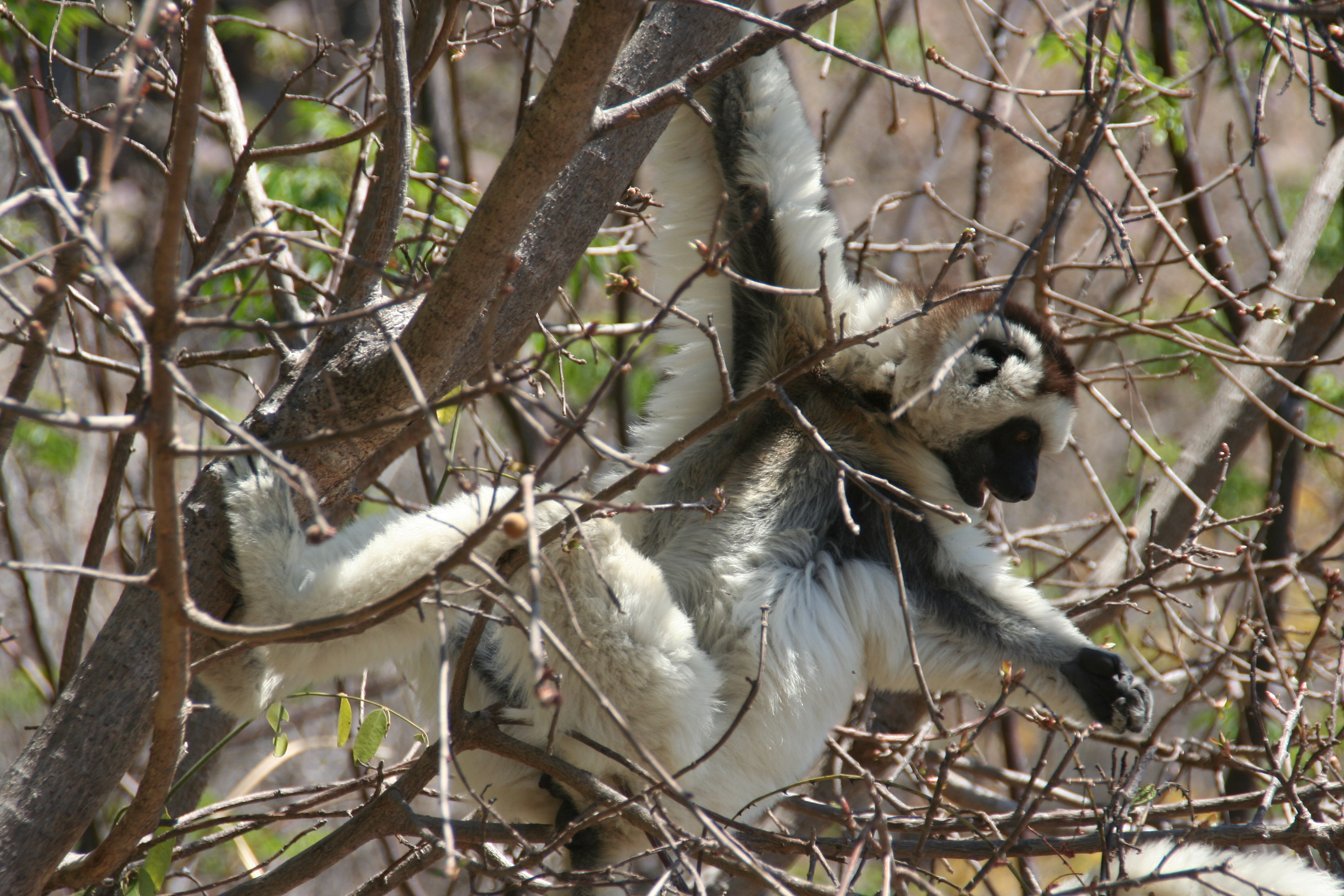
Sifaka i Isalo nationalpark
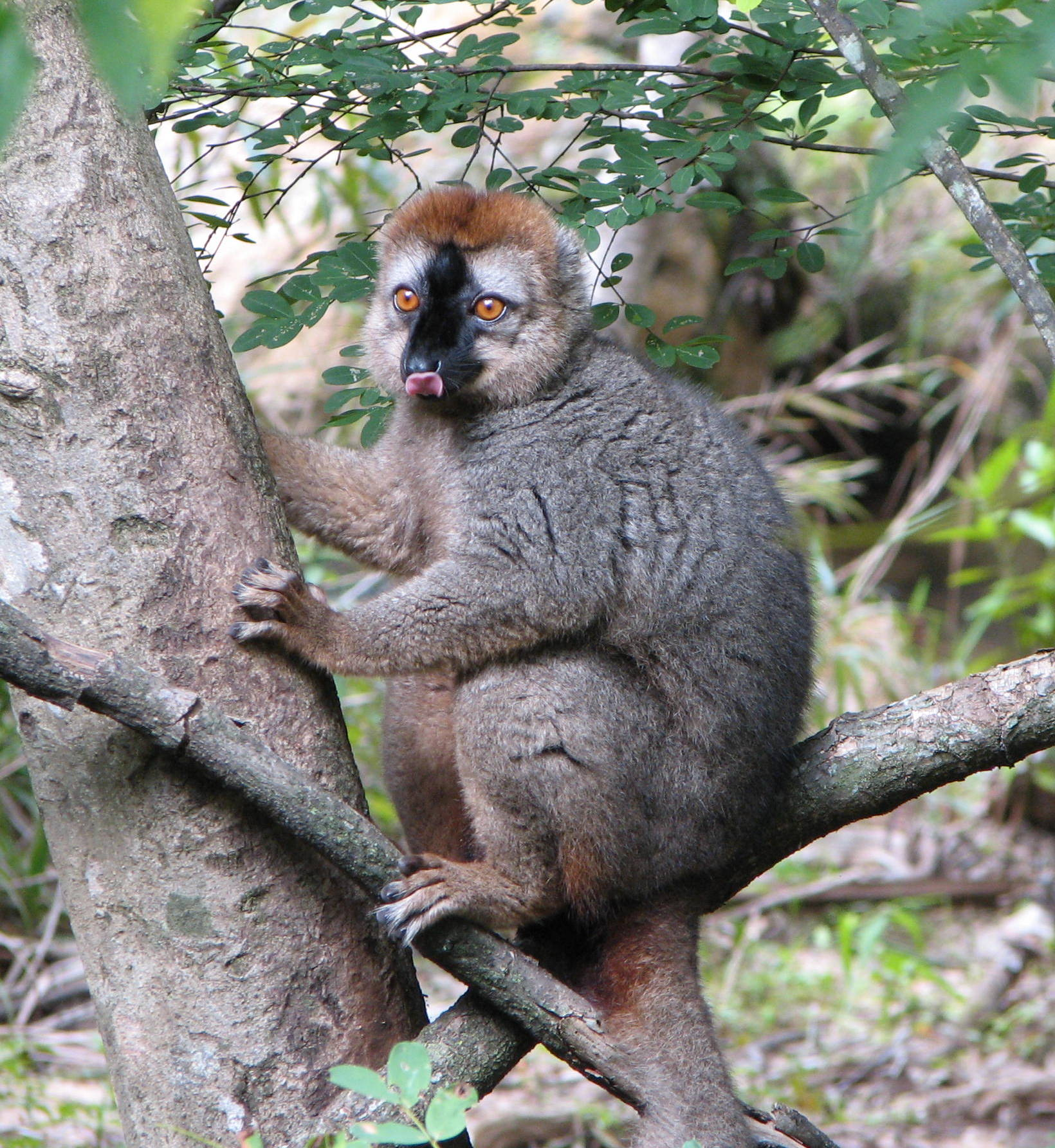
Eulemur rufifrons, en maki, i Isalo nationalpark
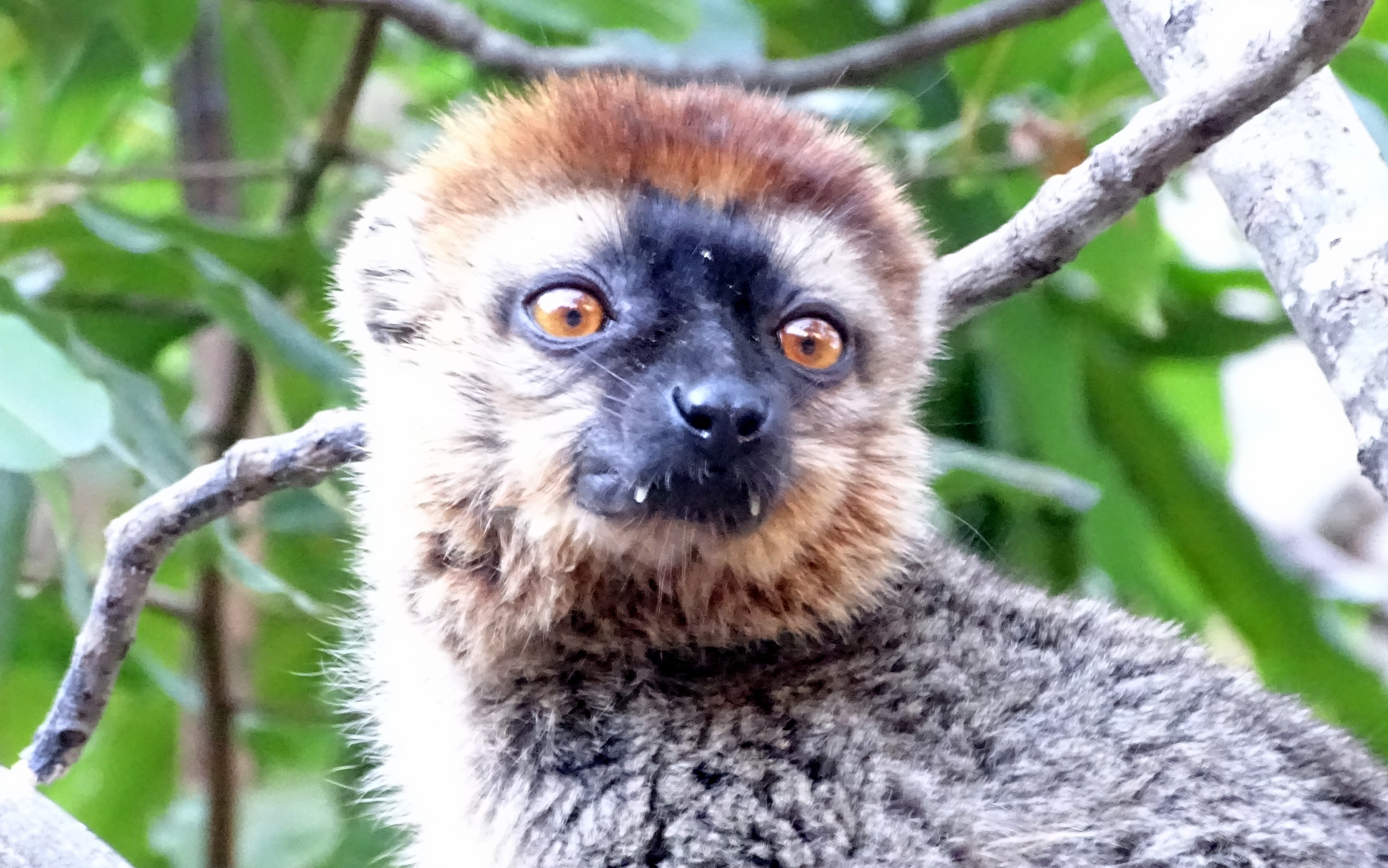
En brun lemur som visar hörntänderna
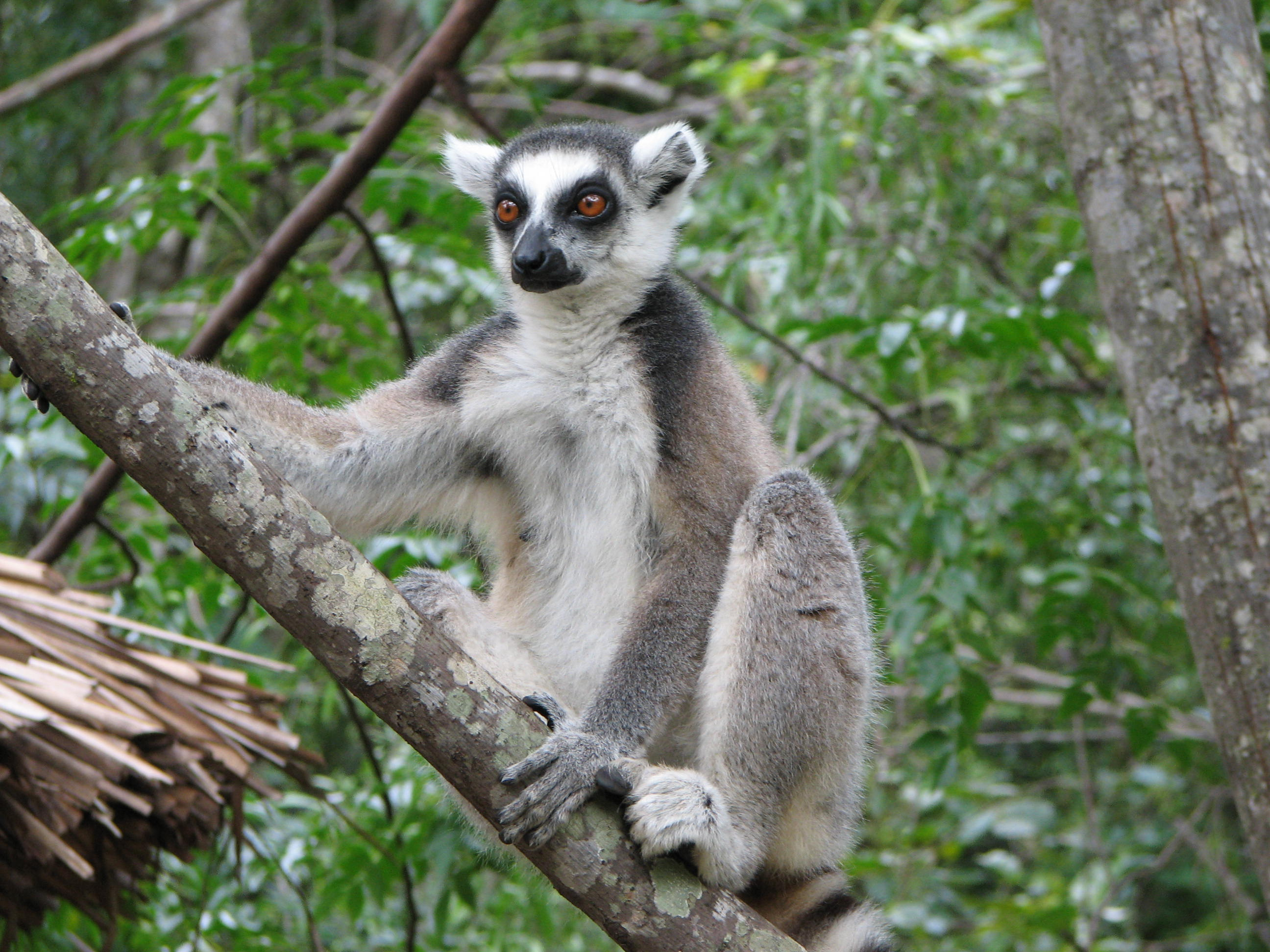
Ringsvanslemur
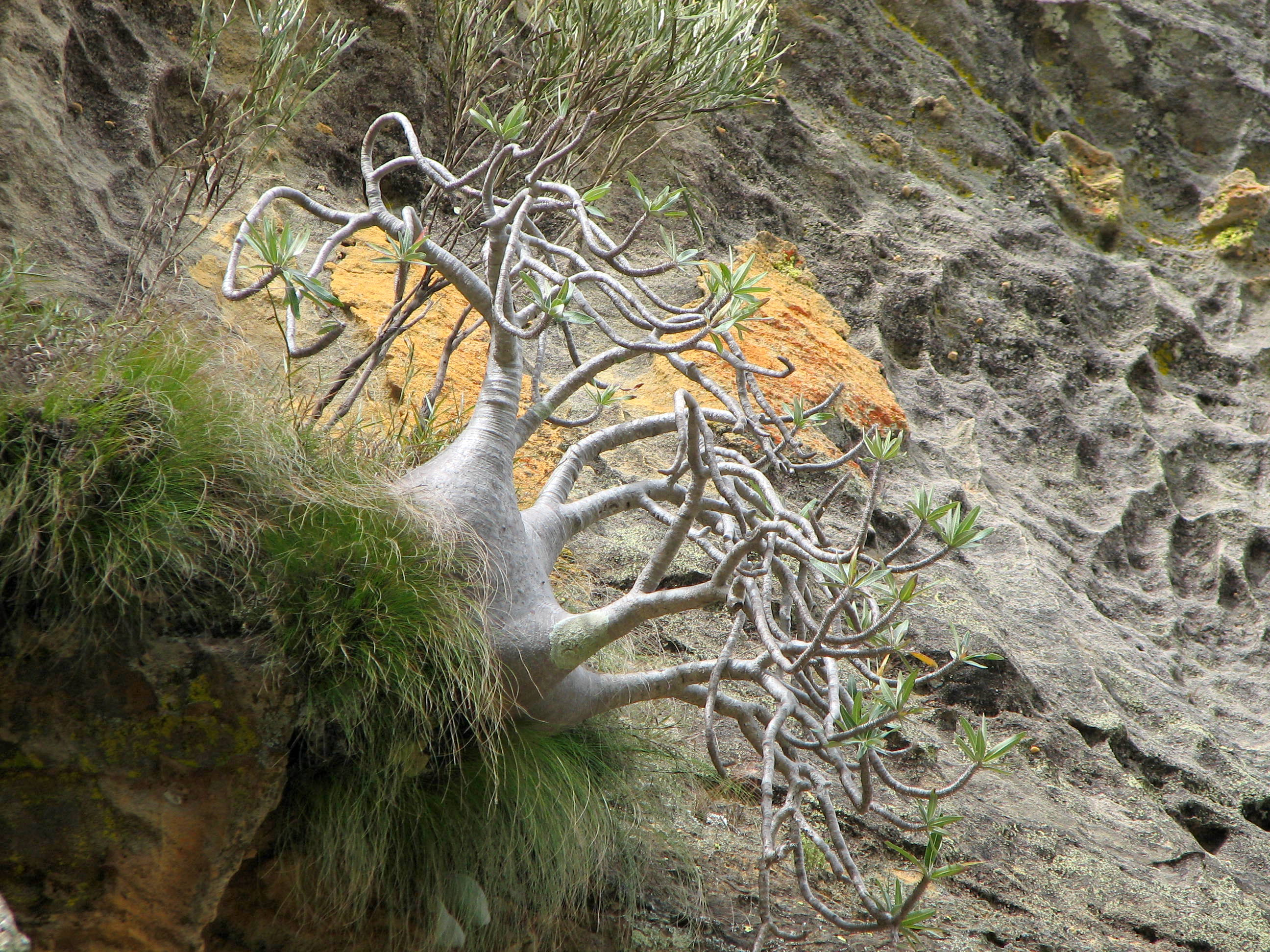
Pachypodium rosulatum
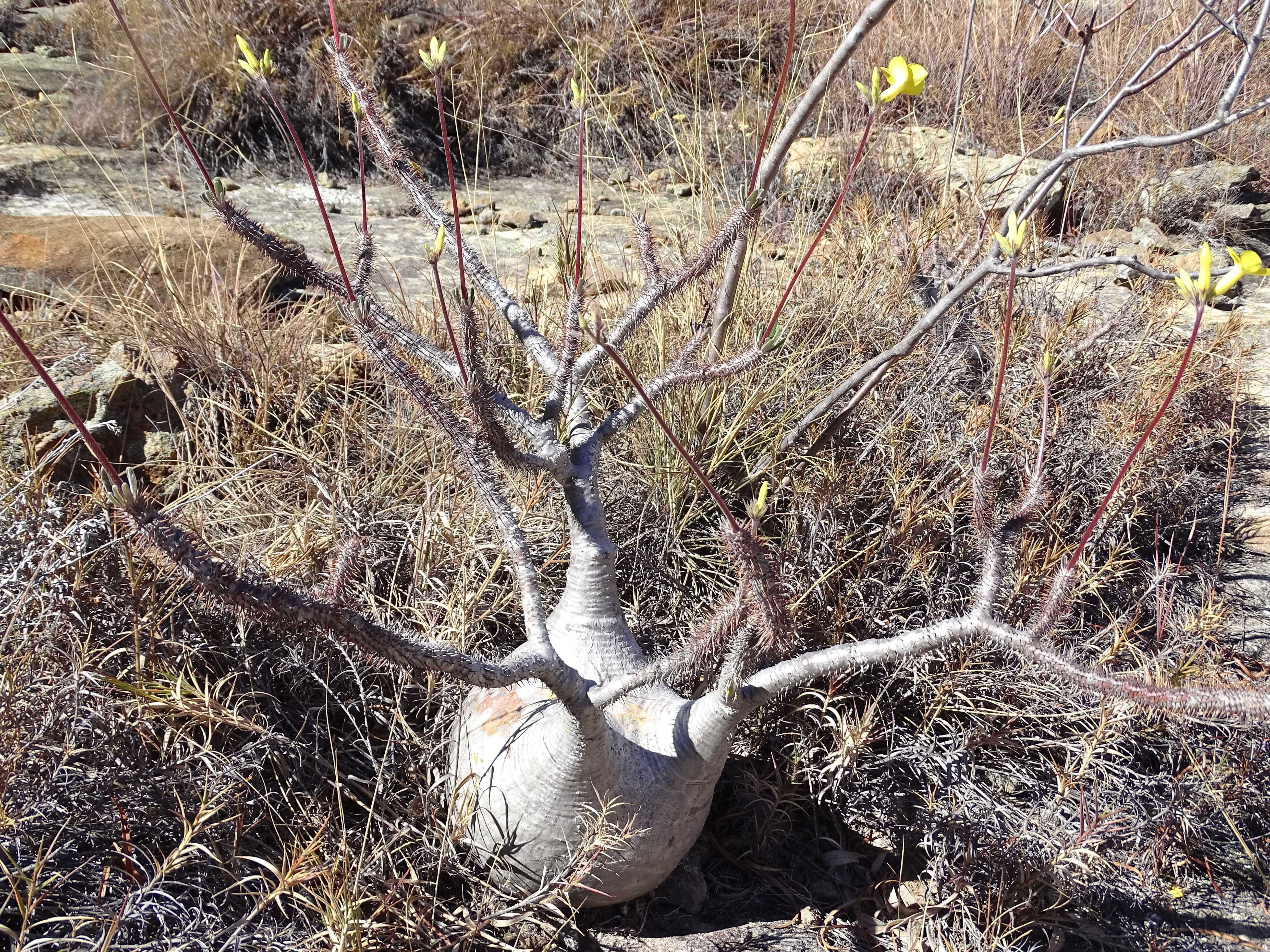
Oleanderväxten Pachypodium rosulatum i Isalo nationalpark
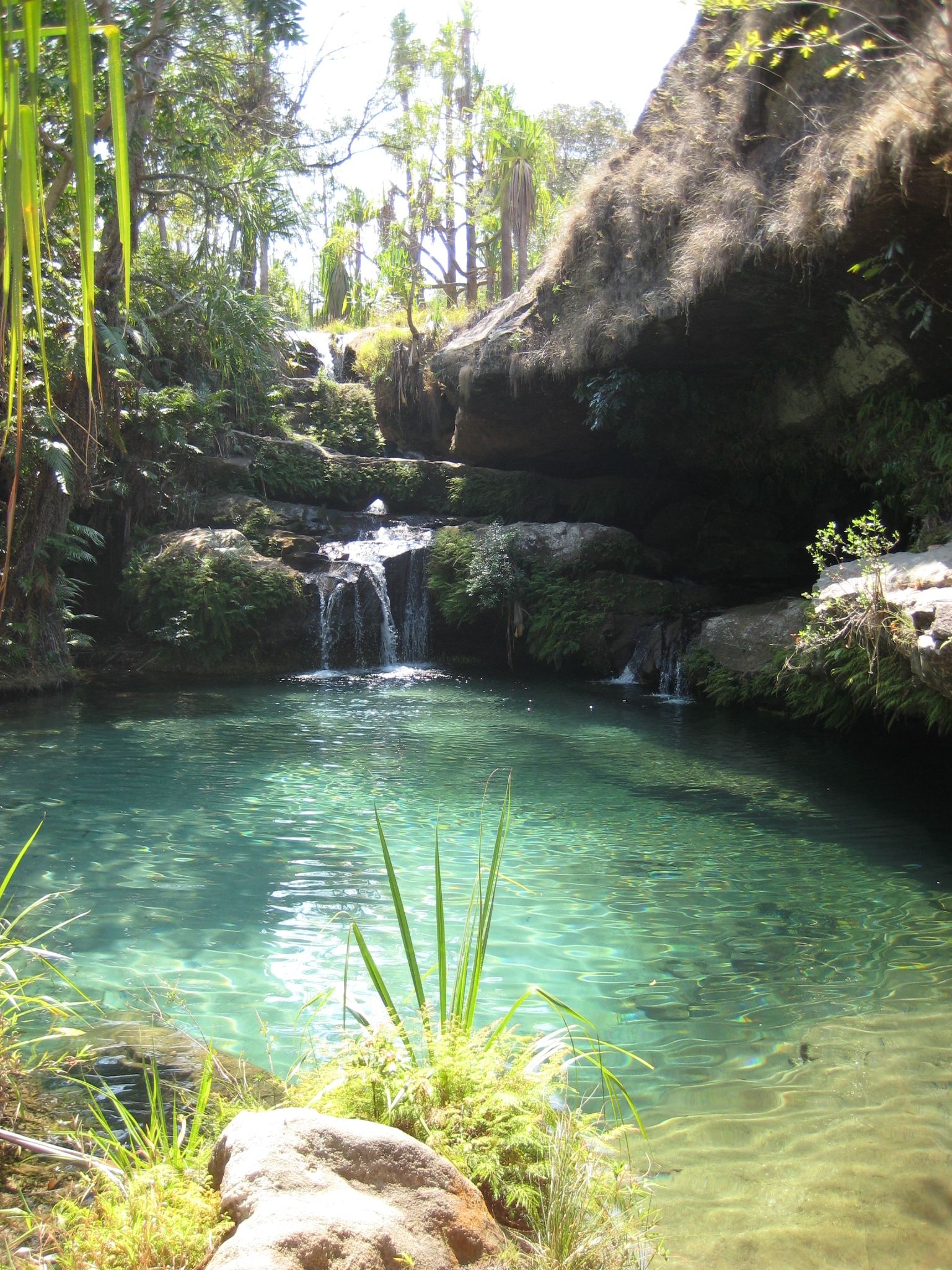
Vattenfall och naturlig pool.
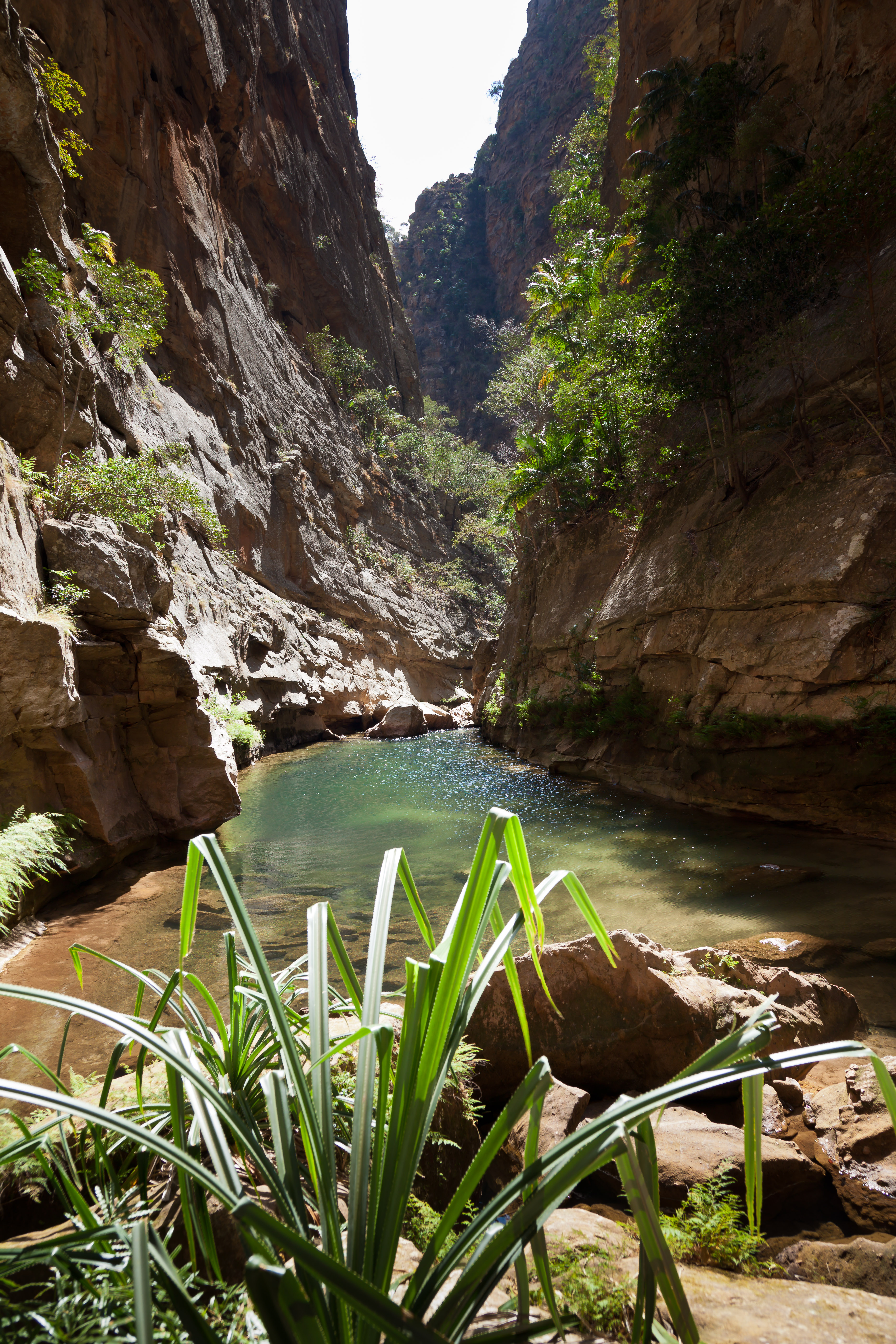
Makiernas kanjon
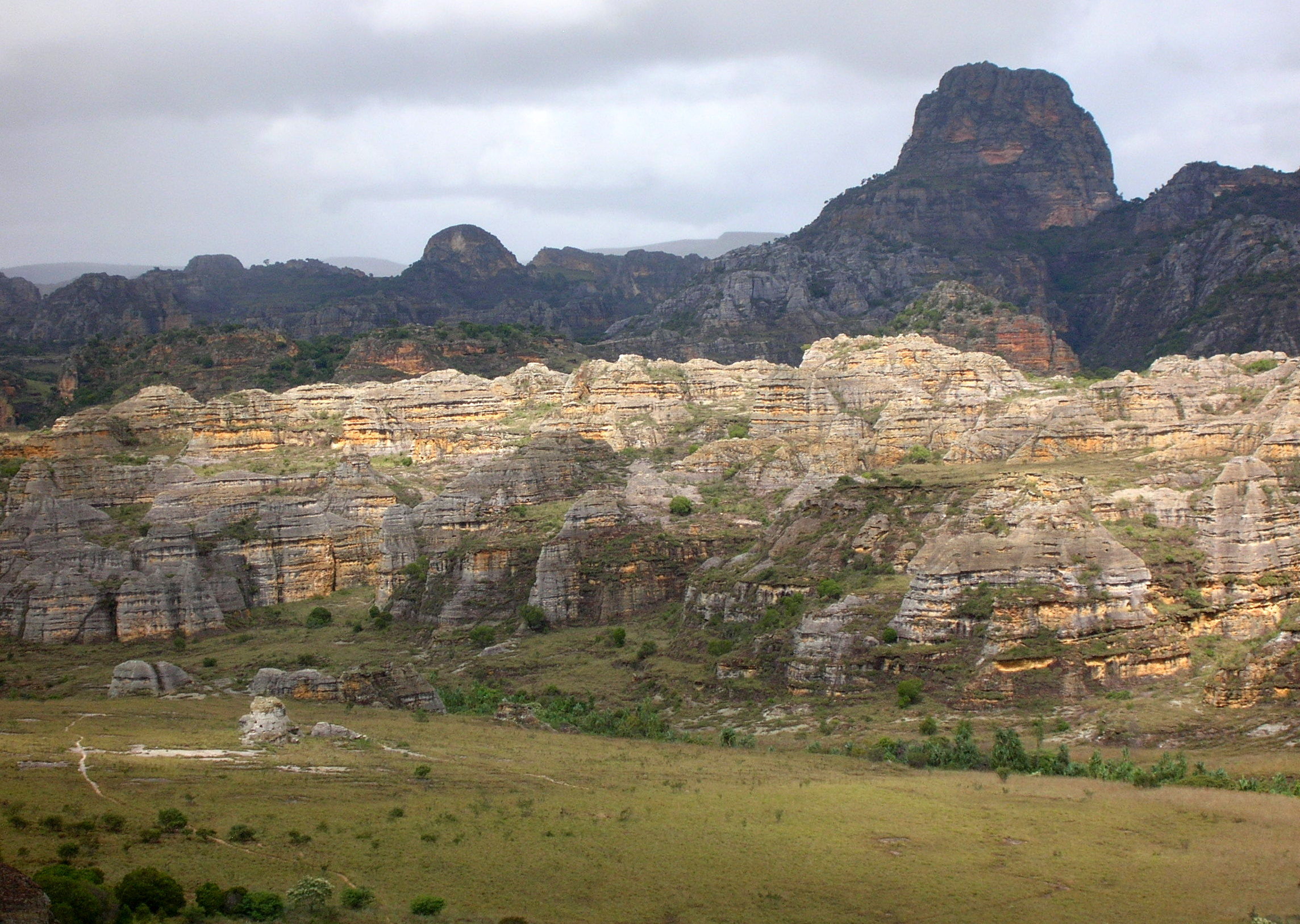
Torrt landskap
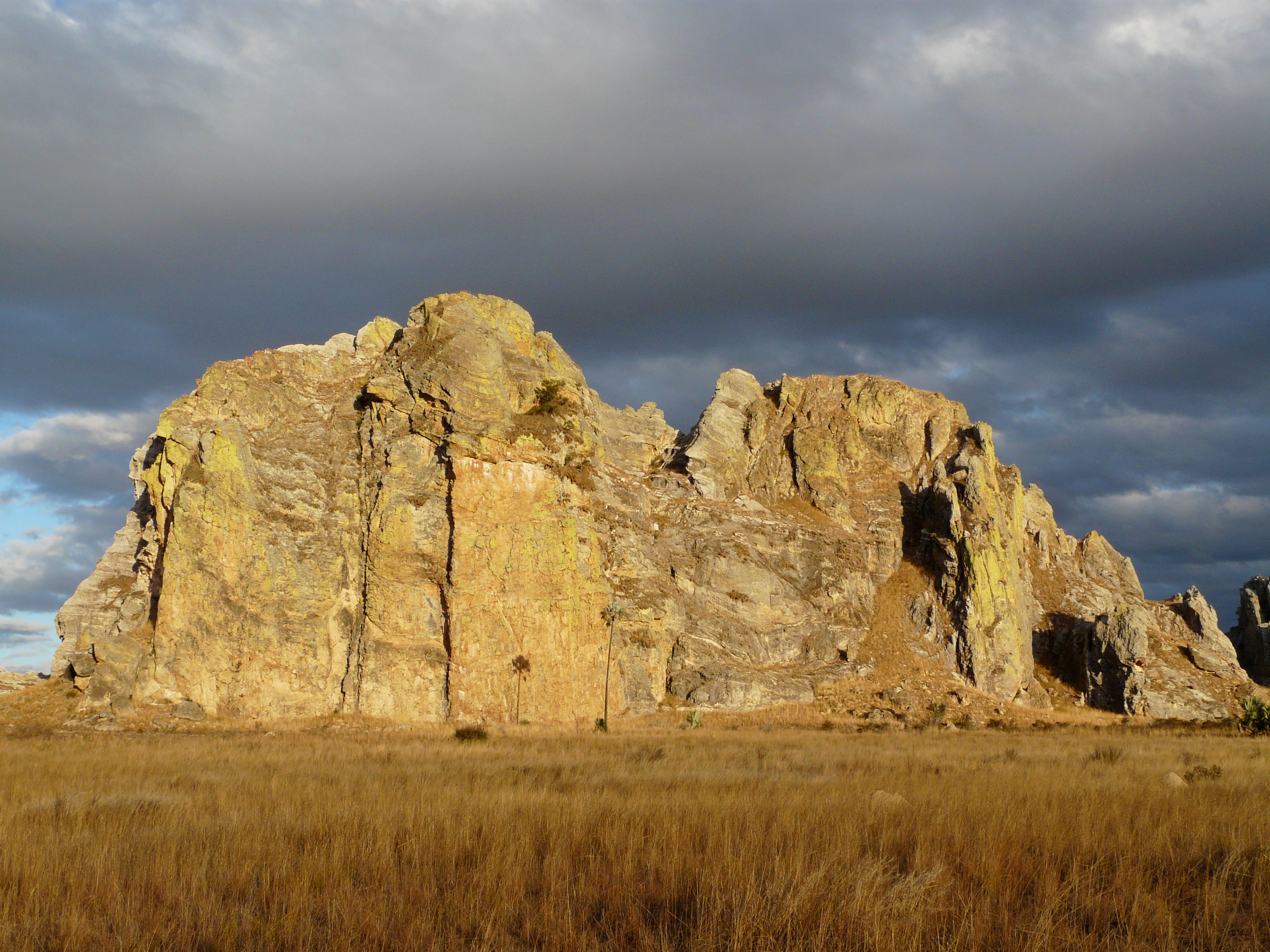
Eroderad klippformation i Isalo nationalpark
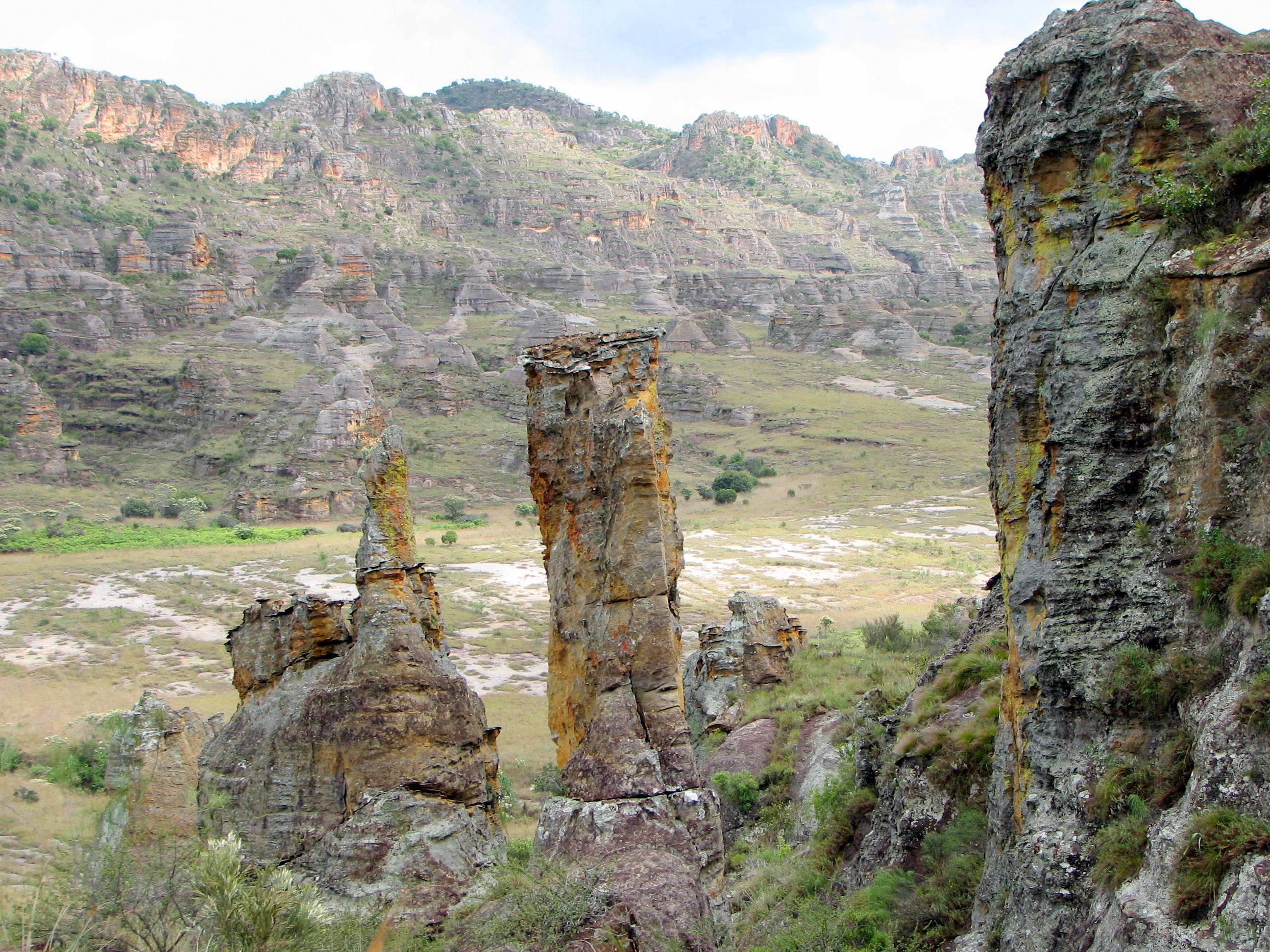
Stående stenar i Isalo nationalpark
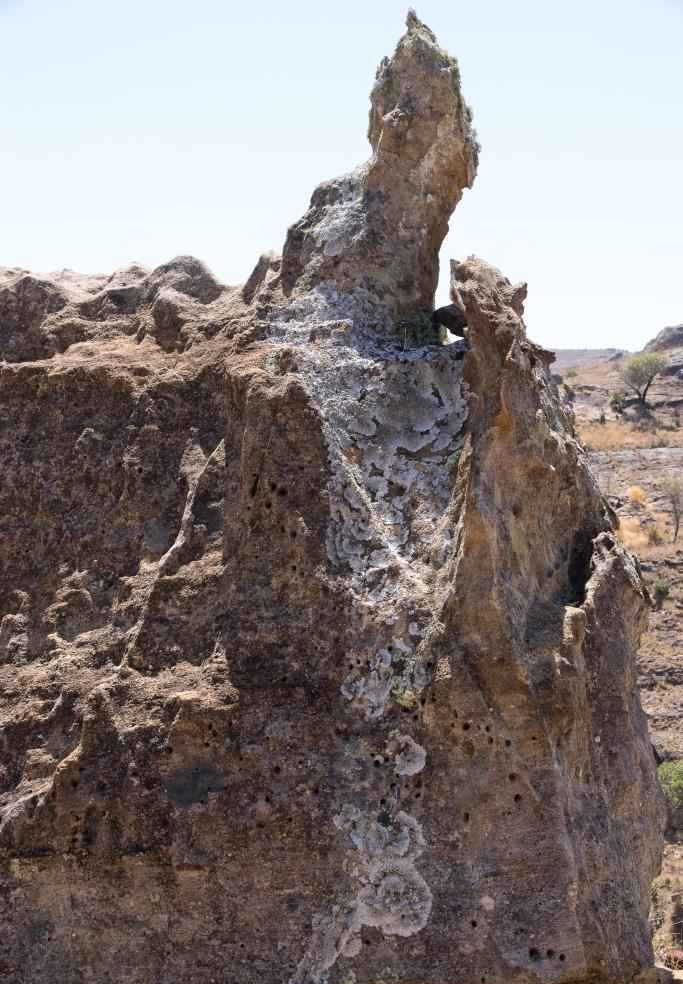
Lav som växer på klipporna i Isalo nationalpark
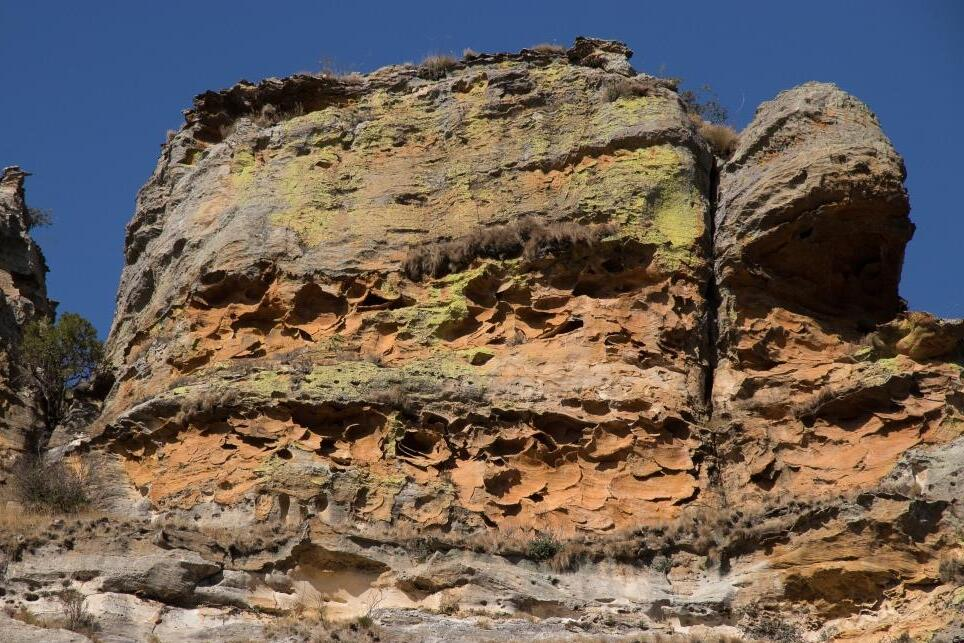
Lav som växer på klipporna i Isalo nationalpark